# Берматінген
Берматінген (нім. Bermatingen) — громада в Німеччині, знаходиться в землі Баден-Вюртемберг. Підпорядковується адміністративному округу Тюбінген. Входить до складу району Бодензе.
Площа — 15,45 км2. Населення становить 3983 ос. (станом на 31 грудня 2020).